# Godijelji
Godijelji (cyr. Годијељи) – wieś w Czarnogórze, w gminie Šavnik. W 2011 roku liczyła 72 mieszkańców.